# Paolo Porpora

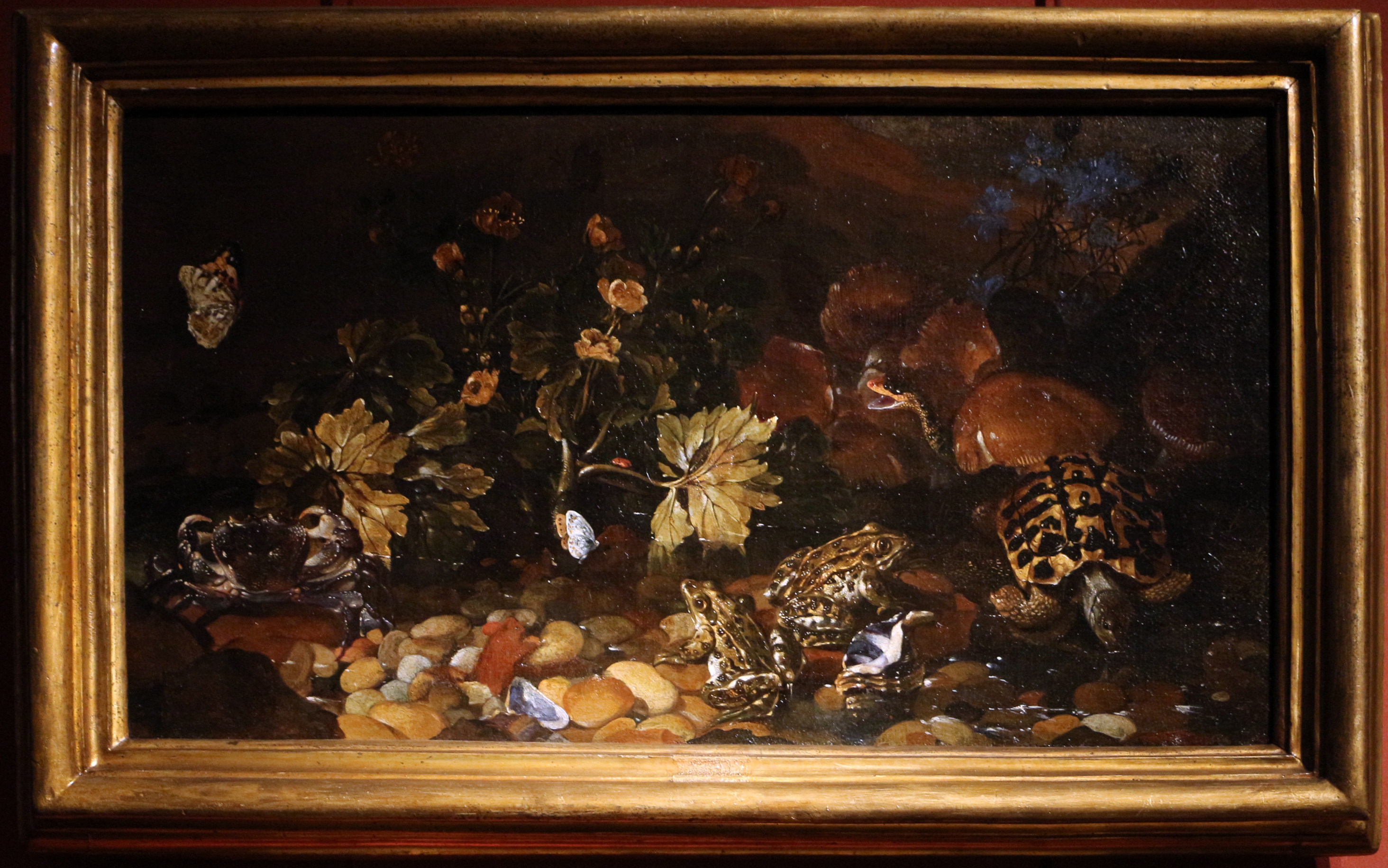
Paolo Porpora: Sottobosco mit Krebs, Schmetterlingen, Kröten, Schildkröte und Schlange am Bach, 1652–56, Palazzo Zevallos Stigliano, Neapel

Frösche und Rosen am Bachufer, Öl auf Leinwand, 35 × 48 cm, Schwedisches Nationalmuseum, Stockholm

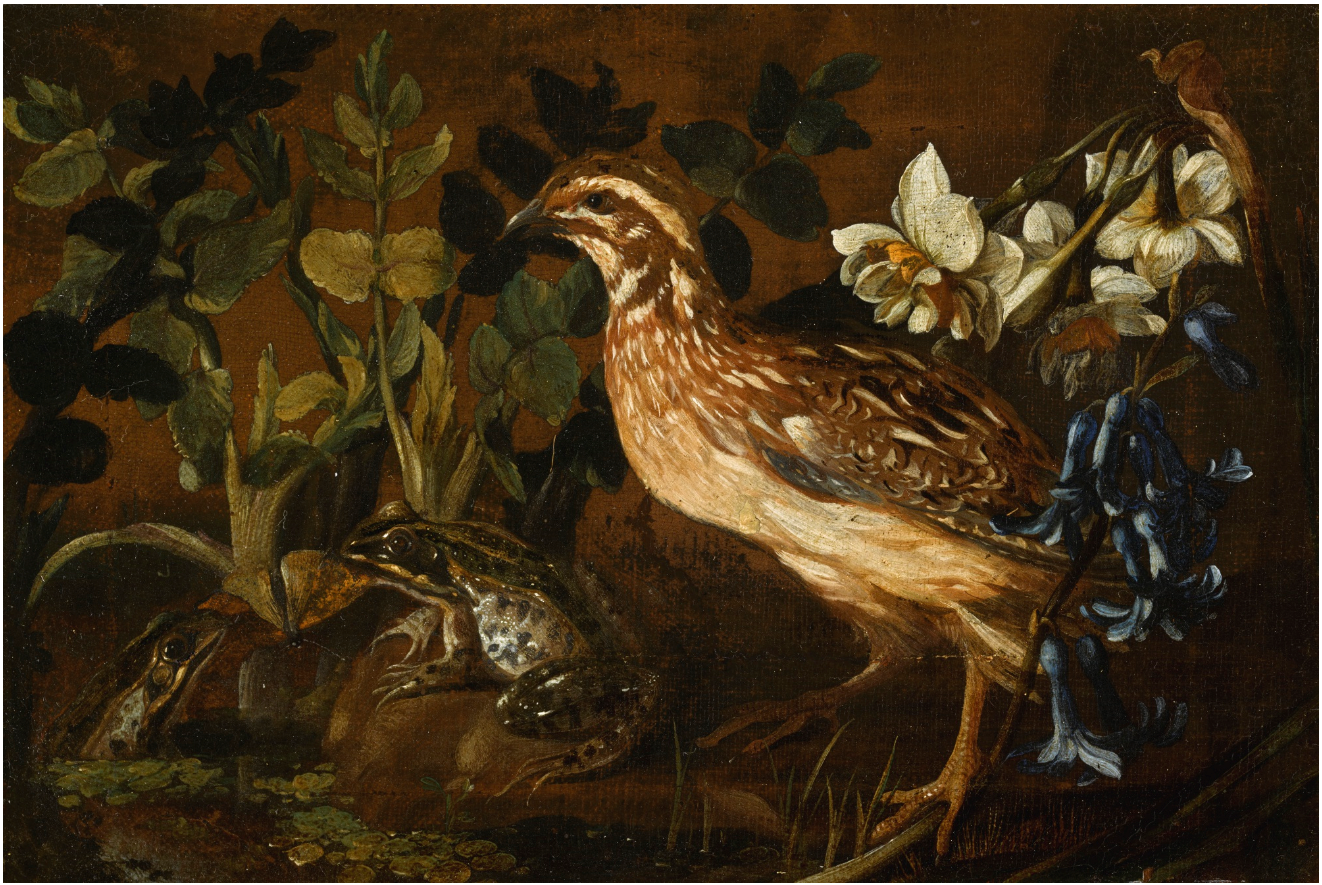
Wachtel und Frösche mit Narzissen und Hyazinthe, Öl auf Leinwand, 23,0 × 33,2 cm, Privatsammlung

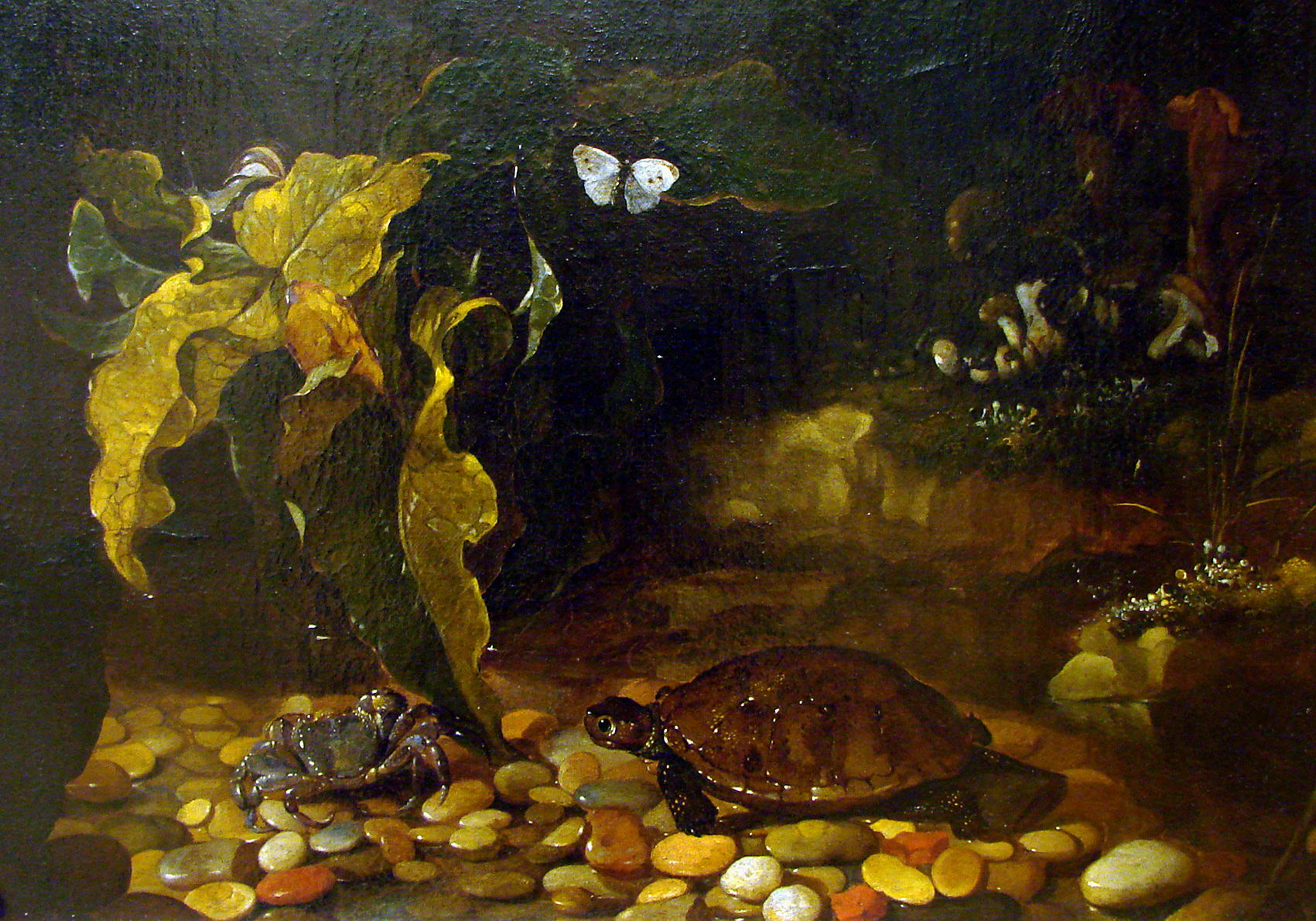
Schildkröte, Krebs und Schmetterling am Bachufer, vor 1656, Öl auf Leinwand, Musée des Beaux-Arts de Nancy

Fliegenpilze, Schlangen, Schmetterling, Marienkäfer und Schnecken, Öl auf Leinwand, 35 × 48 cm, Schwedisches Nationalmuseum, Stockholm

Paolo Porpora, genannt Paolo delli Fiori, Pavoluccio Napoletano oder Pauluccio detto de fiori napolitano (* 1617 oder 1619; begraben 24. August 1673 in Rom) war ein italienischer Maler des Barock, der in Neapel und Rom wirkte und sich auf Stillleben spezialisierte.

## Leben
Ort und Datum seiner Geburt sind bisher nicht bekannt; seine Eltern waren Scipione Porpora und Angela Cantalena, beide Neapolitaner. Zum ersten Mal dokumentarisch erwähnt wird Paolo am 2. November 1632, als er für drei Jahre in die Werkstatt von Giacomo Recco, dem Vater von Giuseppe Recco, aufgenommen wurde. Laut Vertrag war er zu dieser Zeit 15 Jahre alt, woraus sich das Geburtsjahr 1617 ergibt. Dem widerspricht allerdings, dass Porpora 1650 in Rom angeblich 28 Jahre alt war und somit erst ca. 1622 geboren wäre, und dass er 1673 bei seinem Tod 54 Jahre alt gewesen sein soll, also etwa 1619 geboren.
Laut Bernardo De Dominici (1743, S. 75 und 80) war Paolo Porpora vorübergehend auch Schüler von Aniello Falcone, wo er jedoch „Figuren und Schlachten“ malen musste, was gar nicht seinem angeborenen Talent entsprach. Stattdessen habe er bald begonnen „Fische, Austern, Schnecken, Wellhornschnecken und andere Muscheln des Meeres“ zu malen, außerdem „Eidechsen, Tauben und Küchensachen, so wahrheitsgetreu, dass er dafür berühmt wurde“.
Ebenfalls nach De Dominici soll Porpora in Neapel zu einem gebildeten Zirkel um Massimo Stanzione gehört haben, wo er mit einem Kenner namens Don Angelo Pepe über die Einführung der Öltechnik in Italien diskutiert habe.
Porpora ist ab 1648 in Rom nachgewiesen, wohin er vielleicht nach der Revolte von Masaniello (1647) geflohen sein könnte und wo er sein weiteres Leben verbrachte. Anfangs (bis 1651) wohnte er in der Via del Corso (zusammen mit Viviano Codazzi), später in der Via Margutta. Im Februar 1654 heiratete er die aus Palermo stammende Anna De Amicis (oder D’Amico) – eine Schwägerin von Niccolò Codazzi –, und das Paar lebte mindestens bis 1661 in Rom in einem gemeinsamen Haushalt mit Paolos Mutter.
Im März 1656 trat er in die Congregazione di San Giuseppe di Terra Santa (auch: Virtuosi al Pantheon) ein, und am 25. April desselben Jahres wurde er Mitglied der Accademia di San Luca. In beiden Institutionen war er Zeremonienmeister („cerimoniere“).
In Rom widmete sich Porpora allem Anschein nach verstärkt der Blumenmalerei, der er seinen Beinamen Paolo oder Paoluccio delli Fiori verdankt. Beeinflusst wurde er dabei anscheinend von den üppigen hochbarocken Kompositionen von Malern wie Mario Nuzzi oder Karel von Vogelaer. Porporas einziges signiertes Bild ist ein großer Blumenstrauß, den er für den Kardinal Chigi malte (Sammlung Chigi, Rom).
Bekannt sind von Porpora außerdem eine ganze Reihe fein beobachteter und brillant gemalter, kleiner sottoboschi (Waldbodenstillleben), nicht selten an einem Bachufer, mit meist giftigen Pilzen und/oder Tieren wie Schildkröten, Fröschen, Kröten, Krebsen und Schlangen, gemischt mit Blumen, Schmetterlingen und Marienkäfern.
In den Quellen taucht neben Paolo delli Fiori auch der Spitzname Paoluccio napolitano auf, den Raffaello Causa mit einem sonst nur von Pellegrino Antonio Orlandi erwähnten Paoluccio Cattamara zu identifizieren versuchte. Porzio (2010) wies jedoch darauf hin, dass die beiden Spitznamen anscheinend austauschbar für dieselbe Person gebraucht wurden, gelegentlich auch verschmolzen zu Pauluccio detto de fiori napolitano, und dass somit offenbar mit beiden Namen Paolo Porpora gemeint war.
Nach seinem Tode wurde Paolo Porpora am 24. August 1673 in der Kirche San Lorenzo in Lucina in Rom bestattet.
Laut De Dominici waren Giovanni Battista Ruoppolo und Andrea Belvedere seine Schüler; Boni zählte auch den neapolitanischen Künstler Onofrio Loth (1665–1715) zu seinen Schülern, der jedoch bei Porporas Tod erst acht Jahre alt war.